# Sara Eccleston
Sara Chamberlain de Eckleston (1840 - 1916) fue una de las docentes estadounidenses contratadas por el Estado argentino, a fines del siglo XIX para trabajar en la Argentina. Su labor, «su esfuerzo, su lucha inclaudicable, que abrieron la huella pionera de la educación inicial en Argentina, hicieron que se ganara con justicia el título de "La Abuela de los Jardines de Infantes", con que aún hoy es reconocida».

## Biografía

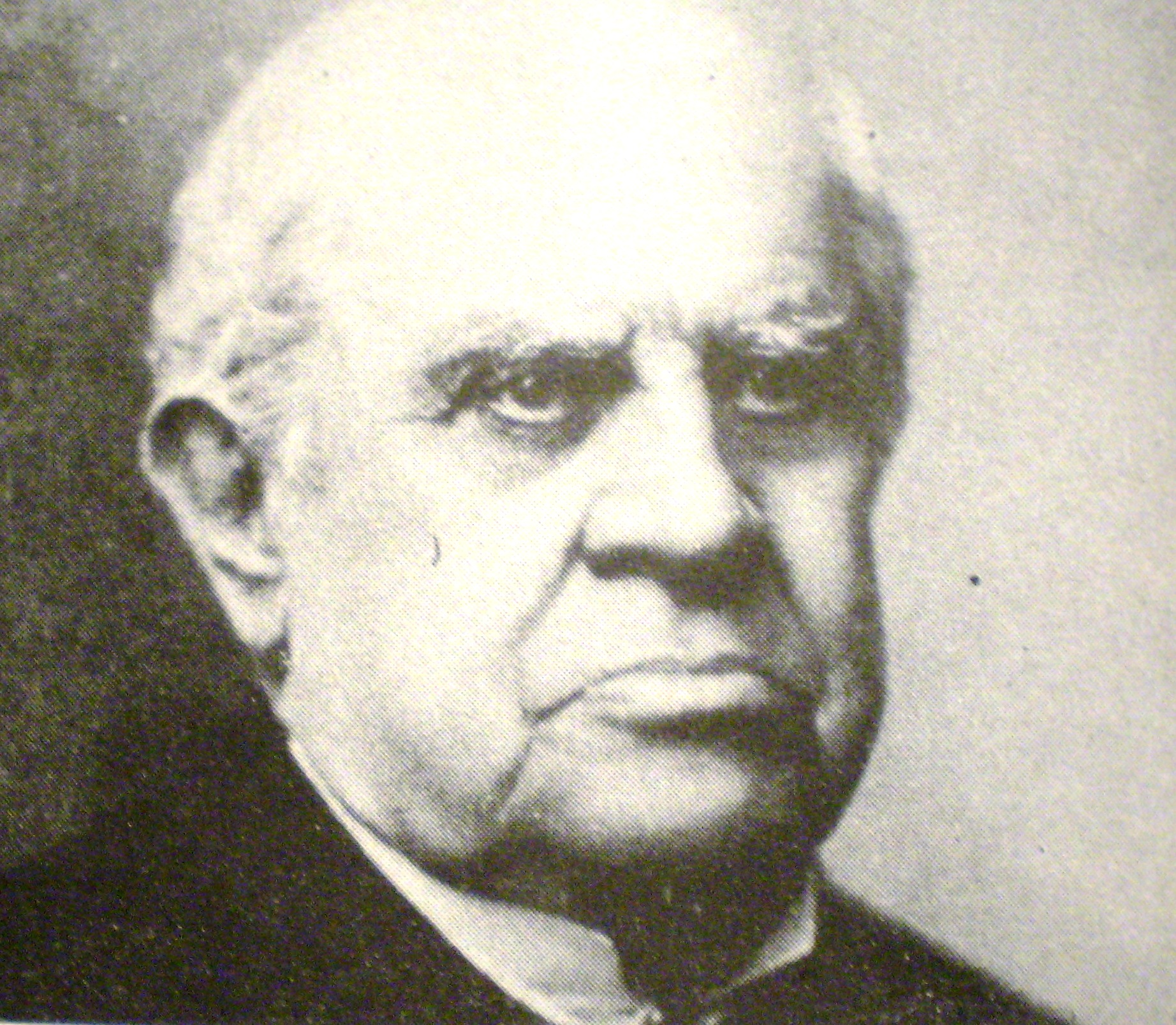
Domingo Faustino Sarmiento

Sara Chamberlain nació el 8 de abril de 1840 en Lewisburg, Pensilvania, Estados Unidos, en el seno de una familia distinguida de la sociedad estadounidense.
Recibió una esmerada educación en la Escuela de Señoritas anexa a la Universidad de Bucknell donde se graduó en 1858.
Al estallar la guerra de Secesión en 1861, Sara Chamberlain sirvió como enfermera en la Comisión Sanitaria de los Estados Unidos (precursora de la Cruz Roja estadounidense) al servicio del ejército de la Unión, actuando en los hospitales de Nashville, Tennessee, Durante el conflicto conoció al capitán Charles Friederick Eccleston, entonces subteniente de la Unión, con quien se casó el 24 de octubre de 1866 teniendo dos hijos, John (1868) y Emily Eccleston (1869).
Enviudó en 1875 y pese a la insistencia de sus padres para que permaneciera con ellos, Sara Chamberlain ingresó en la Escuela Normal de Ruth Burritts en Filadelfia, especializándose en el nuevo campo de la enseñanza de la época, el kindergarten, graduándose en 1877 con excelentes notas.

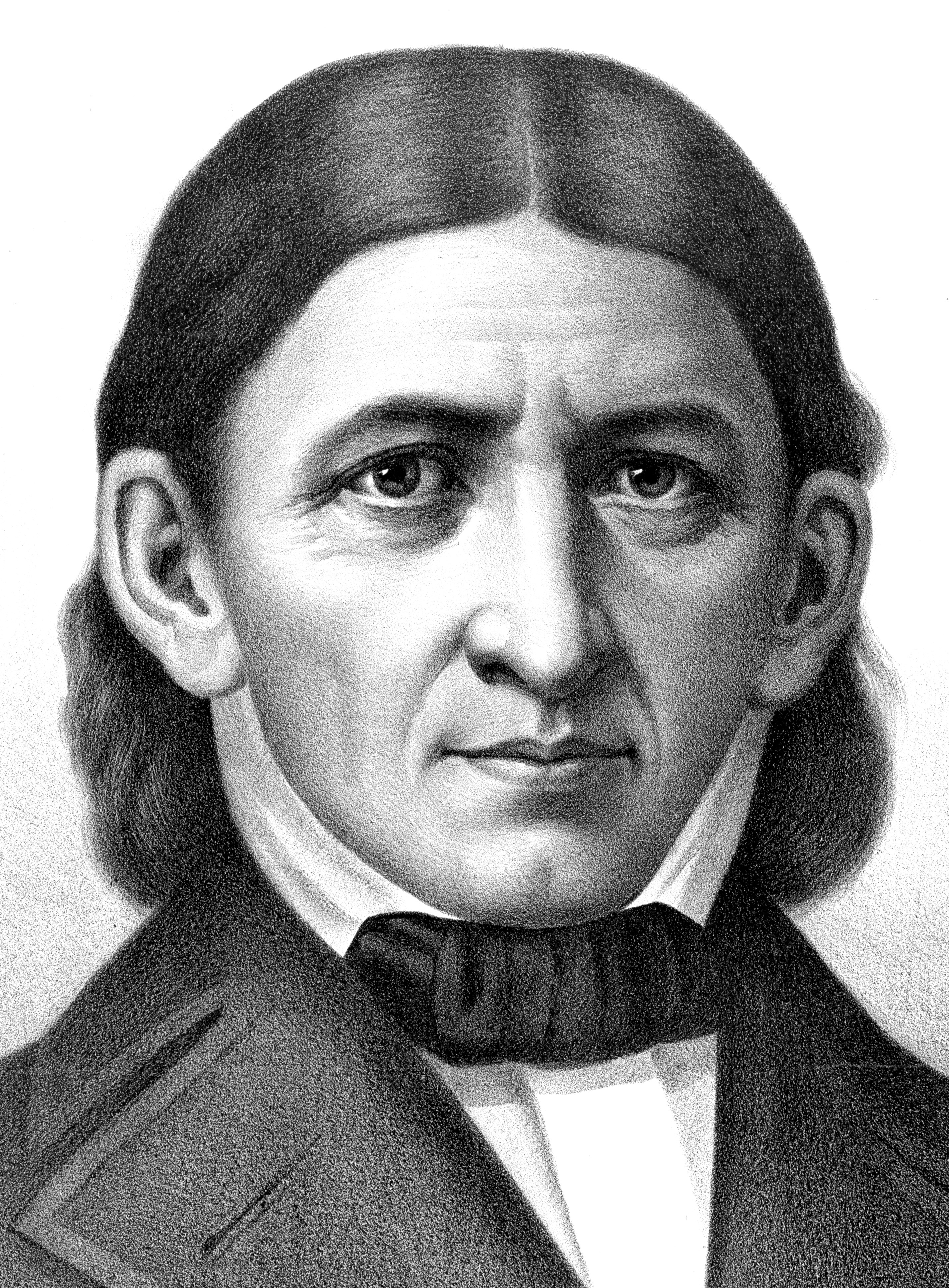
Friedrich Fröbel

Ese mismo año conoció a Domingo Faustino Sarmiento, a través de la amistad de este con las hermanas Elizabet Peabody, reconocida en Estados Unidos por la difusión de las ideas de Friedrich Fröbel en su país y por la fundación del primer jardín de infantes en Norteamérica, y a Mary Peabody. Mary Peabody, esposa de Horace Mann y también destacada educadora norteamericana, había sido quien transmitiría a Sarmiento la idea de implementar el kindergarten «como sustento de la educación primaria».
De regreso en Lewisburg, ejerció la docencia en el primer jardín de infantes de su pueblo natal durante 3 años. En 1880 el estado de Minnesota le encargó la creación de una Escuela Normal de Profesoras de Kindergarten en Winona. Durante esa comisión a la que dedicó tres años y medio de su vida realizó viajes a San Luis, Misuri y Chicago para estudiar sus jardines de infantes, considerados entonces los mejores de Estados Unidos.
En 1883 el ministro de Instrucción Pública del presidente Julio Argentino Roca, Eduardo Wilde, le encargó a la regente de la Escuela Normal de Profesores de Paraná Franc Allyn, quien regresaba a su patria, el envío de profesoras especializadas para impulsar la educación pública en su país. Animada por las hermanas Peabody, Sara Chamberlain de Eccleston decidió partir con su hija Emily a Londres y de allí a la Argentina, arribando a la ciudad de Buenos Aires el 24 de agosto de 1883.

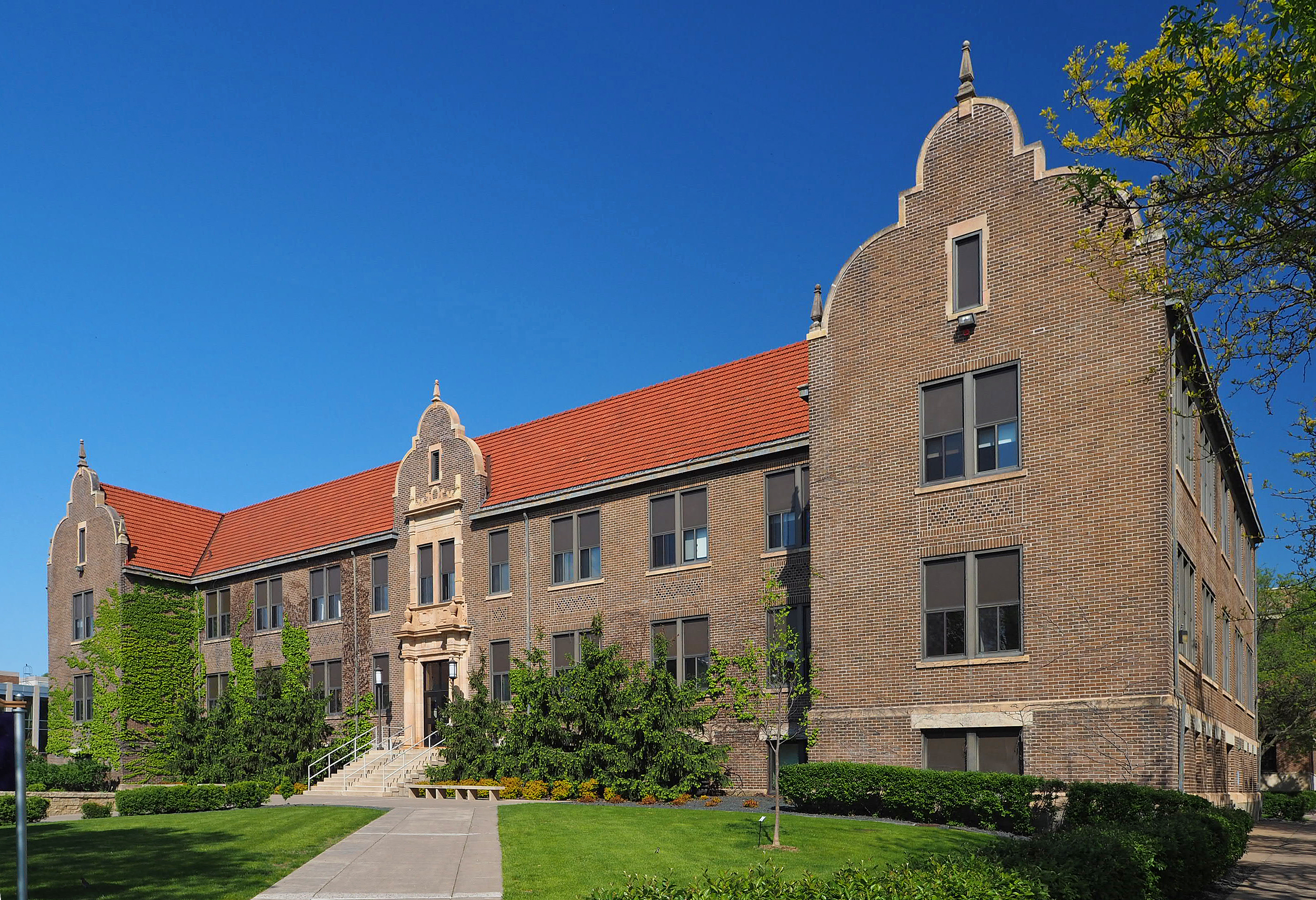
Phelps Hall, campus de la Universidad de Winona

Recomendada vivamente por el reconocido pedagogo William F. Phelps, fundador y presidente de la Sociedad Nacional de Educación de los Estados Unidos (National Education Association of the United States), la Directora de la Escuela Normal de Kindergarten de Filadelfia Ruth Burritts, y Elizabeth Peabody, fue rápidamente destinada por el gobierno a la Escuela Normal de Paraná donde su director José María Torres le encargó la organización y dirección de un Departamento Infantil. 
Mientras se abocaba a su comisión y encaraba las que reconocería como las mayores dificultades de su primer año en Argentina, «el idioma, la adaptación de su hija y su religión protestante», encargó el mobiliario en los Estados Unidos e introdujo el libro El niño y su naturaleza de la baronesa Bertha von Marenholtz-Bülow, discípula y amiga berlinesa de Fröbel, que desarrollaba las ideas de ese pensador y serviría para la formación de las nuevas docentes. Finalmente el nuevo instituto fue inaugurado el 4 de agosto de 1884.
Desde ese lugar realizó una notable labor actualizando los programas de estudio y creando la carrera de maestra jardinera, que hasta ese entonces no existía en nuestro país. También logró difundir el trabajo manual en las escuelas primarias para que los chicos desarrollen habilidades prácticas.
Al tener noticias de la enfermedad de su hijo John, quien había permanecido en los Estados Unidos, solicitó licencia y el 30 de enero de 1886 embarcó rumbo a su patria. Una vez recuperado su hijo regresó con él ese mismo año para ya radicarse definitivamente en la Argentina.
Tras fundar y dirigir un jardín de infantes en Concepción del Uruguay en 1888 regresó a Paraná, provincia de Entre Ríos, donde permaneció hasta 1897. 
Durante ese período de su vida continuó su labor en el ámbito de la educación inicial y fue designada delegada por el gobierno argentino en la conferencia mundial sobre kindergarten realizada en 1893 en Chicago. Durante el evento, fue designada vicepresidente del Departamento de Instrucción de Kindergarten.
Ese mismo año fundó la Unión Froebeliana Argentina con 103 asociados con el objeto de difundir los principios y ventajas de la educación inicial entre los docentes y madres del país. En pos de ese objetivo no perdió de vista la necesidad de adaptación del sistema a la situación y características del país. Así es que cuando se funda la Unión Froebeliana, simultáneamente el director de la Escuela Normal de Paraná Enrique Carbó Ortiz afirmaría en sus memorias que el kindergarten había evolucionado para «llegar a lo que debe ser (…) un sistema de educación genuinamente argentino y no alemán o norteamericano».
Al crearse en 1897 el Profesorado de Maestras Jardineras de Buenos Aires, el ministro Antonio Bermejo le encomendó su dirección. 
Desde la capital de la república, se dedicó tanto a la docencia como a «la difusión de la importancia del nivel» desempeñando «un rol fundamental en la expansión de los jardines por el país, a través de sus alumnas y discípulas».
En 1899 Sara Eccleston fundó la Sociedad Internacional de Kindergarten con sede en la calle Viamonte N.º 1583 de la ciudad de Buenos Aires, actuando ella misma como presidente y Flora Amézola como secretaria de la organización.
El 25 de septiembre de 1900 la Sociedad internacional de Kindergarten se incorporó al Consejo Internacional de Mujeres (International Council of Women) y fue una de las firmantes del acta de fundación del Consejo de Mujeres de la República Argentina.
Ese año asistió como delegada y responsable de la temática "Jardines de Infantes" al Congreso Pedagógico presidido por el doctor J. Alfredo Ferreira. 
Durante esos años se enfrentó «permanentemente a la incomprensión de sucesivos funcionarios que en muchas ocasiones desvalorizan la importancia de los jardines de infantes y de la formación de maestras especializadas.»
Posteriormente fue designada inspectora de jardines de infantes hasta su jubilación en 1903. Retirada de la función pública, creó y dirigió hasta su muerte una escuela primaria privada con jardín de infantes anexo en la calle Libertad de la ciudad de Buenos Aires y adquirió el American College de la calle Charcas, institución destinada a los hijos de los residentes norteamericanos e ingleses, al que agregó un jardín de infantes.
Durante esos años continuó con su labor de difusión y promoción de la educación inicial, brindando cursos y conferencias, publicando folletos, manteniendo activa correspondencia con pedagogos de Estados Unidos y participando de las asociaciones de la materia. Publicó también un libro de canciones y juegos infantiles que tradujo del inglés y del alemán.
En 1910 el gobierno de la provincia de Mendoza le encargó la organización de un nuevo jardín de infantes poniendo a su disposición los recursos necesarios para poder crear el instituto «más amplio y moderno de la época», que dejó funcionando a cargo de su antigua alumna Custodia Zuloaga.
Falleció en su villa del barrio de Belgrano de la ciudad de Buenos Aires el 10 de octubre de 1916 y fue inhumada en el Cementerio Británico de Buenos Aires, al igual que Frances G. Armstrong de Besler (desde 1988 en el cementerio municipal de San Nicolás de los Arroyos), Jennie Howard (desde 1991 en el cementerio municipal de San Nicolás de los Arroyos), Minnie Armstrong de Ridley, que formaban parte de las primeras profesoras que se trajeron en las presidencias de Sarmiento, Avellaneda, Roca.

## Honores
El doctor José B. Zubiaur fue encargado de despedir sus restos en nombre de la Liga Nacional de Educación, una de las instituciones a las que Sara Chamberlain de Eccleston había pertenecido.
Sus estudiantes levantaron un monumento sobre su tumba con la inscripción «Como la hiedra adherida al muro, o como la llama sagrada de las antiguas vestales, que no se apagaba jamás, así cumpliste tu misión maestra nuestra; y así nos legaste el fervor de tu alma.»
Vivió toda su vida dedicada a mejorar la educación de Argentina.
Lleva su nombre el Instituto Superior del Profesorado de Educación Inicial dependiente del Gobierno de la Ciudad de Buenos Aires, fundado el 8 de abril de 1937, al igual que numerosas instituciones educativas estatales y privadas del país.